# Johan Benedict von Schönleben

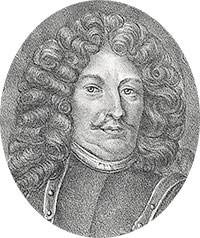
Johan Benedict von Schönleben

Johan Benedict von Schönleben, född 30 oktober 1613 nära Bautzen i Oberlausitz, död i januari 1706 i Göteborg, var en svensk general, guvernör och friherre (varefter han skrev sitt namn utan von).

## Biografi
von Schönleben föddes 1613 i Tyskland och kom från en gammal krigarsläkt. Vid 18 års ålder kom han 1631 i svensk tjänst som ryttare i ett tyskt regemente under svensk ledning och gjorde sig snart känd för tapperhet i fält. Han uppmärksammades tidigt av kung Karl X Gustav, som utnämnde honom till generaladjutant och överste för ett kavalleriregemente. Von Schönleben deltog därefter i de danska och polska krigen, bland annat i slaget vid Nyborg på Fyn 1659, där han tillfångatogs. Han adlades 1664.
Under Karl XI:s danska krig 1675-1679 utmärkte han sig igen, särskilt i slaget vid Lund 1676, där han, som generalmajor, förde befälet över vänstra flygeln och genom sin uthållighet lyckades förvandla ett hotande nederlag till en stor seger. I slaget vid Landskrona 1677 togs han, svårt sårad, återigen till fånga.
Johan von Schönleben utnämndes 1682 till guvernör för Göteborgs och Bohus län och visade snart förmåga att arbeta för Bohusläns fortsatta försvenskning. Samtidigt var han diplomatisk nog att inte blanda sig i den mäktiga och självständiga göteborgska magistratens angelägenheter.
År 1687 upphöjdes han till friherre och samma år utnämndes han till generallöjtnant samt vid 83 år till general. Han avgick som guvernör den 11 januari 1700 och bodde fram till sin död vid 93 års ålder i sitt hus i Göteborg — en tvåvånings träbyggnad i hörnet av Södra Hamngatan och Korsgatan.
Han var första gången gift med en okänd kvinna och hade med henne sonen Johan Arvid samt två döttrar, gift andra gången 1683 med Anna Elisabet von Ascheberg och tredje gången 1695 i Göteborg med Agneta Elisabet von Alten-Bochum. Han begravdes under stora hedersbetygelser i Christinae kyrka och slöt därmed också sin adliga ätt.